# Kościół Narodzenia Najświętszej Marii Panny w Jodłowniku (nowy)
Kościół Narodzenia Najświętszej Marii Panny w Jodłowniku – kościół parafialny parafii rzymskokatolickiej Narodzenia Najświętszej Marii Panny w Jodłowniku.
Nowoczesna świątynia murowana została wzniesiona w latach 1981–1987, by przejąć funkcję kościoła parafialnego, którą do tej pory sprawował stary kościółek pod tym samym wezwaniem. Autorem projektu był Krzysztof Białka. Konsekrowania dokonał 2 sierpnia 1987 biskup Jerzy Ablewicz.
Kościół posiada dwa poziomy. W górnym odprawiane są nabożeństwa, a w dolnym okolicznościowe spotkania.
W prostym ołtarzu głównym umieszczono przeniesiony ze starej świątyni cudowny obraz Matki Bożej Jodłownickiej.